# 雅尔丁-杜穆拉图
雅尔丁-杜穆拉图（葡萄牙語：Jardim do Mulato）是巴西皮奥伊州的一个市镇。总面积460.518平方公里，总人口4383人，人口密度9.5人/平方公里。

## 地理
Jardim do Mulato 市的领土面积为 509,851 平方公里，位于 Médio Parnaíba Piauiense 微区，南纬 06º05'56"，西经 42º37'49"，海拔 0米。 其 2010 年的估计人口为 4,309 名居民。
该市南部与 Regeneração-PI 市接壤，北部与 Hugo Napoleão 市接壤，东部与 Elesbão Veloso 和 Passagem Franca do Piauí 市接壤，西部与 Angical do Piuaí 市接壤。